# بيونير للموارد الطبيعية
بيونير للموارد الطبيعية هي شركة تعمل في استكشاف الهيدروكربونات في Cline Shale ، التي تعد جزءًا من Spraberry Trend في Permian Basin ، حيث تعد الشركة أكبر حامل للمساحات. تم تنظيم الشركة في ولاية ديلاوير ومقرها في ايرفينغ ، تكساس .
احتلت الشركة المرتبة 497 في قائمة فورتشن 500 .
اعتبارًا من 31 ديسمبر 2018 ، كان لدى الشركة 1.049 مليار برميل من الاحتياطيات المؤكدة، منها 54 ٪ من النفط، 23 ٪ من سوائل الغاز الطبيعي، و 23 ٪ من الغاز الطبيعي. في عام 2018 ، أنتجت الشركة 319 ألف برميل مؤكد يوميًا، 60٪ منها عبارة عن بترول، و 19٪ من سوائل الغاز الطبيعي، و 21٪ من الغاز الطبيعي.